# Пятилетки Южной Кореи
Пятилетки Южной Кореи (경제사회발전 5개년계획) — пятилетние планы экономического развития Южной Кореи, которые разрабатывались и контролировались на государственном уровне с 1962 по 1996 гг.

## История
В 1961 году генерал Пак Чонхи сверг режим премьер-министра страны Чан Мёна. Главным направлением его действий в экономической сфере было превращение страны из отсталой аграрной в современную индустриальную. Начиная с его правления экономика Южной Кореи переживала бурный рост.
Администрация Пак Чонхи решила, что в экономическом развитии ключевую роль должно играть централизованное управление. Сложившаяся в результате мер правительства структура экономики включала элементы как интервенционизма, так и свободной торговли. Именно во время правления генерала Пака в стране появились чеболи — крупные частные конгломераты, занимающиеся различной деятельностью. Так, правительство сохранило за собой железные дороги, источники электроэнергии, водоснабжение, автодороги и порты.
 Была проведена масштабная национализация. Вся банковская система перешла под контроль государства. Был проведён ряд мероприятий, призванных улучшить положение в аграрном секторе (в 1961 году крестьянство составляло 58 % населения). Так, правящая группировка освободила крестьян от выплат долгов по ростовщическим процентам, приняла программу стабилизации цен на сельскохозяйственную продукцию, увеличила процент выплат по банковским вкладам, что так же стимулировало приток в банки свободных средств и облегчило получение кредитов, были приняты и другие подобные меры.
Главными экономическими целями правительства Пак Чонхи было усиление ключевых отраслей промышленности, уменьшение безработицы и разработка более эффективных управленческих методик. Были направлены меры на увеличение уровня экспорта, что означало усиление конкурентоспособности южнокорейских товаров и производительности труда. Ключевыми отраслями промышленности были признаны электроника, кораблестроение и автомобильная промышленность. Правительство всячески поощряло открытие новых производств в этих отраслях.
В результате этих мер рост промышленного производства составлял 25 % в год, причём в середине 70-х годов темпы увеличились до 45 % в год.

## Пятилетки
Экономическая программа Южной Кореи стала базироваться на пятилетних экономических планах начиная с 1960-х годов .

### Первая пятилетка (1962—1966)
Первый пятилетний экономический план (1962—1966) был разработан Верховным Советом Национальной Перестройки — высшим органом управления Южной Кореи в 1961—1963 годах.
Первый план включал начальные шаги на пути построения эффективной промышленности. Был сделан акцент на развитие таких отраслей, как производство электроэнергии, минеральных удобрений, нефтехимическая промышленность, цементная промышленность. Уделялось внимание развитию школьного образования.

### Вторая пятилетка (1967—1971)
Второй пятилетний план (1967—1971) предполагал модернизацию промышленности и развитие прежде всего отраслей, способных производить продукцию, до этого импортировавшуюся: производство стали, машиностроение, химическую промышленность.

### Третья пятилетка (1972—1976)
Третья пятилетка (1972—1976) ознаменовалась бурным развитием экспортно-ориентированной экономики, прежде всего тяжёлой и химической промышленности, в том числе машиностроения, электроники, кораблестроения и нефтепереработки.

### Четвёртая пятилетка (1977—1981)
В четвёртую пятилетку (1977—1981) страна стала производить продукцию, конкурентоспособную на мировых рынках. Стратегические направления включали наукоёмкие высокотехнологичные отрасли: машиностроение, электронику и кораблестроение, химическую промышленность. В результате тяжёлая и химическая промышленность выросли на 51,8 % в 1981 году, доля экспорта в производстве увеличилась до 45,3 %.

### Пятая пятилетка (1982—1986)
Во время пятой пятилетки президентом Пятой республики Южной Кореи стал Чон Ду Хван, соратник генерала Пак Чонхи, который определил две основные цели в социально-экономической сфере: 1) преобразование Республики Корея в «общество справедливости» 2) построение «демократического и процветающего государства». Целью экономического развития стало благосостояние народа. Поэтому пятилетка 1982—1986 гг. именовалась «Пятый пятилетний план экономического и социального развития». Одной из основных задач нового пятилетнего плана стало улучшение качества жизни народа, а также на стабилизацию экономики, в отличие от прежних пятилеток с их ориентацией на рост показателей производства. В то же время, рост экономических показателей в это время был сопоставим с экономическим ростом предыдущих пятилеток. Ежегодный прирост ВВП в Пятую пятилетку составил 7,5 %. За годы Пятой пятилетки удалось добиться сокращения роста цен на потребительские товары до уровня 3,5 % в год, а внешнеторговый баланс страны впервые за всю её историю стал практически бездефицитным. В 1982 г. объём экспорта и импорта составил 21,85 и 24,25 млрд долларов, а в 1986 г. — 34,72 и 31,58 млрд долларов соответственно. Южной Корее удалось добиться среднего ежегодного роста объёмов экспорта в 10,2 %, причём половину его составила продукция тяжёлой и химической промышленности. К 1986 г. государственный долг Республики Корея сократился на 2,3 млрд долларов по сравнению с предшествующим годом и составил 44,5 млрд долларов.
К 1980 году охват системой среднего образования  достиг уровня в 78%, что являлось максимумом среди группы азиатских и латиноамериканских догоняющих экономик. В 1980-х начинается быстрое распространение высшего образования.

### Шестая пятилетка (1987—1991)
Основными целями шестой пятилетки были определены задачи стабилизационного характера, то есть закрепление и развитие результатов предшествующих экономических достижений. Кроме того, говорилось о необходимости укрепления экономической самостоятельности и стабильности страны, повышения общественного благосостояния и гармонии. План также ставил задачи предоставления большей свободы экономической деятельности и более активного выхода на внешний рынок. С другой стороны, предполагалось оказывать помощь тем отраслям экономики, которые испытывали затруднения, прежде всего в сфере конкурентоспособности товаров.
Задания Шестого пятилетнего плана были в целом перевыполнены: при запланированном темпе роста ВВП в 8,2 % Южной Корее удалось достичь уровня в 9,8 %.

### Седьмая пятилетка (1992—1996)
Седьмой пятилетний план был реализован во время президентства Ким Ён Сам, но разрабатывался при прежнем президенте Ро Дэ У. Основные целями этого плана были: улучшение и стабилизация достигнутых результатов и выравнивание непропорциональных элементов экономики. Конкретными задачами были определены: повышение уровня конкурентоспособности южнокорейских товаров на мировом рынке, роли Республики Корея в мировой экономической системе, роли общественных экономических институтов (при сохранении приоритета в развитии рыночной экономики) и повышение качественного уровня благосостояния южнокорейских граждан. Уровень прироста ВНП был определён в 7 %.
Как и в период Пятой Республики, в экономическом развитии страны Ро Дэ У акцентировал внимание на повышении роли финансово-промышленных корпораций чеболь. Так, в 1989 г. на 50 крупнейших южнокорейских чеболей приходилось 73,4 % всего товарооборота, а доля 30 крупнейших чеболей в химической и тяжёлой промышленности стала составлять около 49 %.